# Барабаш, Евгений Георгиевич
Евгений Георгиевич Барабаш (8 февраля 1926, Копанская, Северо-Кавказский край — 1960, Севастополь) — юный герой Великой Отечественной войны, связист Черноморского флота.

## Биография
Родился 8 февраля 1926 года (в некоторых наградных документах дата рождения указана 1927 год) в станице Копанская Ейского района Северо-Кавказского, а ныне Краснодарского края в семье крестьянина колхозника. 
Во время Великой Отечественной войны Женя Барабаш подростком принимал участие в боях за освобождение Северо-Кавказского края, в том числе города Новороссийска. С июля 1941 года юнга Черноморского флота Барабаш прибывал в расположении 393-го отдельного батальона морской пехоты Новороссийской военно-морской базы. Был подготовлен и служил по специальности радистом. Являлся одним из самых юных участников обороны Малой земли.
В сентябре 1943 года, ему командирами было поручено выполнить боевое задание батальона. Под шквальным сильным обстрелом дороги, Евгений рискую собственной жизнью, но проявив героизм доставил почту солдатам батальона прямо на передовую, которая была расположена в городе Новороссийске. Приказом подразделения от 14 октября 1943 года стрелок отдельного батальона морской пехоты Барабаш был награждён медалью «За отвагу».
С 21 января по 29 февраля 1944 года Барабаш под напором врага, во время налётов немецкой авиации, под артиллерийским и миномётным огнём, рискуя собственной жизнью доставлял донесения и почту на передовую из посёлка Кордон Ильича. Подросток выполнял любые поручения, оказывал помощь малограмотным солдатам - писал письма их родным и близким под диктовку, читал свежие газеты для бойцов батальона, в результате чего воины всегда были в курсе событий в стране и на передовой. По представлению командира, приказом от 17 марта 1944 года краснофлотец Барабаш был награждён медалью «За боевые заслуги».
После войны проходил службу в Красной армии. Уволен со службы 18 января 1957 года в звании майор. Евгений Георгиевич Барабаш умер в мирное время в 1960 году в городе Севастополе.

## Награды
- Медаль «За отвагу» (14 октября 1943)
- Медаль «За боевые заслуги» (17 марта 1944)
- Медаль «За оборону Кавказа»
- Медаль «За победу над Германией в Великой Отечественной войне 1941—1945 гг.»